# Plinia rogersiana
Plinia rogersiana là một loài thực vật có hoa trong Họ Đào kim nương. Loài này được Mattos miêu tả khoa học đầu tiên năm 1995.